# Gostinja vas
Gostinja vas (nemško Köstendorf) je naselje občine Štefan na Zilji v okraju Šmohor na Koroškem v Avstriji.